# Frangepán Katalin (mecénás)
Frangepán Katalin (horvátul: Katarina Frankopan, 1481 előtt - 1540) a horvát Frangepán főnemesi családból származó mecénás, Perényi Gábor kamarásmester özvegye.

## Családja
Dédapja Frangepán János vegliai, zenggi és modrusi gróf, dalmát-horvát kormányzó volt. Nelipics Katalinnal kötött házasságából született fia György, ugyancsak vegliai, zenggi és modrusi gróf, a győri püspökség kormányzója. Györgynek négy fia (János, András, Miklós és Gergely) és három lánya (Dorottya, Ilona és Katalin) volt. Közülük Gergely kalocsai érsek lett. A legidősebb fiú, János 1481 február 20-án már nős volt, sőt már megvolt Katalin nevű lánya is. Egy-két évvel később megszületett fia is, akit a János névre kereszteltek, de később a Ferenc nevet használta és, 1528-tól kalocsai érsek, valamint 1538-tól egri püspök lett. Mindkét püspöki széket haláláig, 1543-ig töltötte be.

## Élete
A család többnyire Cetin várában élt, ahol ferences kolostor is volt. 1493. szeptember 11-én apja elesett a törökkel vított udbinai csatában. Katalint Perényi Gábor királyi kamarás vette feleségül, akit 1521-ben II. Lajos király Ugocsa és Máramaros vármegyék főispánjává nevezett ki. A Perényi család a Kassa melletti Perényből származott, ahol korábban váruk is volt. Birtokaik nagyrészt az egykori Abaúj vármegyében voltak. A Perényi család tagjai az irodalom és a művészet lelkes pártolói voltak. Perényi Gábor nevéhez fűződik 
Janus Pannonius „Panegyricus in laudem Baptistae Guarini Veronensis” című művének 1512-es bécsi kiadása. A mű első kiadója egy krakkói humanista, Paulus Crosnensis volt, aki a művet „Gabriel királyi főkamarásnak” ajánlotta. 1526. május 15-én még szerződést kötött egy budai ház építésére egy Nicolo nevű milánói kőművessel, de ugyanezen év augusztus 29-én elesett a mohácsi csatában. Sógora halálának hírére testvére Frangepán Ferenc visszajött Rómából, hogy az özvegy Katalint és gyermekeit támogassa,  aki férje halála után az Ugocsa megyei Nyalábvárban lakott. 1534-ben feljegyzik, hogy az év elején és tavaszán testvére Ferenc Budáról, ahol állandóan tartózkodott, sikeresen járt közbe Nádasdy Tamásnál, hogy Katalin testvére sóilletményét, mellyel a huszti várkapitány miatt ismét baj volt, megkapja. Szeptember 16-án Nyalábvárból köszönte meg Nádasdynak, hogy unokaöcscse, Perényi János javai védelmére megfelelő intézkedéseket tett és október 8-án ugyancsak innen írt neki, hogy János király sokszoros kérésére távoznia kell a családi körből.
Katalin nem csak a tudományokat kedvelte és szép könyvtárral rendelkezett, hanem ugyancsak nagy pártfogója volt a tudós embereknek. Humanista műveltségű embereket gyűjtött udvarába. Köztük volt Erasmus három tanítványa: Komjáthy Benedek, Pesti Gábor és Sylvester János. Arra törekedtek, hogy a magyarból a latinnal egyenrangú nyelvet alkossanak. Az ő unszolására s pártfogása mellett adta ki 1531-ben Krakkóban Komjáti Benedek, az ifjabb Perényi Jánosnak, Frangepán Katalin egyetlen fiának nevelője Szent Pál leveleit, magyar nyelven, melynek előszavában Vietor Jeromos Frangepán Katalint dicséretekkel halmozza el és udvarát valódi iskolának nevezi.  A szöveg belsejében fametszet található a Frangepán család címerével. A barokk keretben két egymás felé néző álló oroszlán az első mancsában kenyereket tartva. Ez az első olyan magyar nyelvű könyv melyet egy, a Frangepán családból származó nőnek köszönhetően adtak ki. Gazdag könyvtára részben testvére Ferenc kalocsai érseki és egri püspöki könyveiből és kézirataiból származott, de ő maga is gyűjtött könyveket. Maga köré gyűjtött írókat, akikkel gyakran elbeszélgetett és támogatta azokat is, akik különféle nyelveken adtak ki könyveket. 1540-ben hunyt el.